# Sarah Padden
Sarah Ann Padden (Inghilterra, 16 ottobre 1881 – Los Angeles, 4 dicembre 1967) è stata un'attrice inglese.

## Biografia
Frequentò una Scuola cattolica a Chicago, dove cominciò ad appassionarsi alla recitazione, anche grazie all'entusiasmo dei suoi compagni, che amavano le sue imitazioni.
Sebbene i suoi genitori spingessero per farla entrare in convento, ottenne la sua prima parte teatrale a fianco del già affermato Otis Skinner, incoraggiata da Padre Dorney, un prete che sostenne sempre la sua ambizione.
Prese parte a molte opere teatrali tra cui: His Grace de Grammont di Clyde Fitch ,The Honor of the Family di Émile Fabre e Hell-Bent Fer Heaven di Hatcher Hughes, vincitore del Premio Pulitzer nel 1924.
A partire dal 1926 cominciò la carriera da attrice cinematografica, prendendo parte a 178 film e show televisivi.
Nel 1938 interpretò "Ma" Thayer nel film della MGM Rich Man, Poor Girl, diretto da Reinhold Schünzel e interpretato da Robert Young, Ruth Hussey e Lana Turner.
Nel 1941 interpretò la ricca zitella Cassandra ("Cassie") in Murder by invitation, diretto da Phil Rosen e interpretato da Wallace Ford e Marian Marsh.

## Filmografia parziale

### Cinema
- Obey The Law (1926)
- Heroes of the Night, regia di Frank O'Connor (1927)
- The Bugle Call (1927)
- The Woman Who Did Not Care (1927)
- Colleen (1927)
- Sarah Padden in The Eternal Barrier (1927)
- Sarah Padden in Souvenirs (1928)
- Companionate Marriage (1928)
- The Sophomore (1929)
- Ombre sul cuore (Wonder of Women), regia di Clarence Brown (1929)
- Trifles (1930)
- Today (1930)
- Hide-Out (1930)
- Sob Sister (1931)
- The Great Meadow (1931)
- Il passaporto giallo (The Yellow Ticket), regia di Raoul Walsh (1931)
- The Midnight Lady (1932)
- Women Won't Tell (1932)
- La madonnina del porto (Tess of the Storm Country), regia di Alfred Santell (1932)
- Ragazza selvaggia (Wild Girl), regia di Raoul Walsh (1932)
- Blondie of the Follies, regia di Edmund Goulding (1932)
- Rebecca of Sunnybrook Farm (1932)
- Young America (1932)
- Cross-Examination (1932)
- Il segreto di Nora Moran (The Sin of Nora Moran), regia di Phil Goldstone (1933)
- The Wolf Dog (1933)
- Ann Vickers (1933)
- Potenza e gloria (The Power and the Glory), regia di William K. Howard (1933)
- The Important Witness (1933)
- Face in the Sky (1933)
- The Defense Rests (1934)
- Tomorrow's Children (1934)
- When Strangers Meet (1934)
- E adesso pover'uomo? (Little Man, What Now?), regia di Frank Borzage (1934)
- Marrying Widow (1934)
- David Harum (1934)
- As the Earth Turns (1934)
- Man of Two Worlds (1934)
- He Was Her Man (1934)
- The Hoosier Schoolmaster (1935)
- A Dog of Flanders (1935)
- Anna Karenina, regia di Clarence Brown (1935)
- Exiled to Shanghai (1937)
- Youth on Parole (1937)
- Little Orphan Annie, regia di Ben Holmes (1938)
- Rich Man, Poor Girl (1938)
- Woman Against Woman, regia di Robert B. Sinclair (1938)
- Senza mamma (Romance of the Limberlost), regia di William Nigh (1938)
- Woman in Prison (1938)
- Il grande nemico (Let Freedom Ring), regia di Jack Conway (1939)
- The Zero Hour (1939)
- Should a Girl Marry? (1939)
- Passione di amazzoni (Chad Hanna), regia di Henry King (1940)
- Lone Star Raiders, regia di George Sherman (1940)
- Son of the Navy (1940)
- Forgotten Girls (1940)
- Murder by Invitation (1941)
- I vendicatori (The Corsican Brothers), regia di Gregory Ratoff (1941)
- Reg'lar Fellers (1941)
- Tight Shoes (1941)
- Volto di donna (A Woman's Face), regia di George Cukor (1941)
- La città delle donne rapite (City of Missing Girls), regia di Elmer Clifton (1941)
- In Old Colorado, regia di Howard Bretherton (1941)
- Incontro a New York (The Man Who Lost Himself), regia di Edward Ludwig (1941)
- Law and Order (1942)
- The Power of God (1942)
- Riders of the West (1942)
- Mostro pazzo (The Mad Monster), regia di Sam Newfield (1942)
- Heart of the Rio Grande (1942)
- Private Snuffy Smith (1942)
- Jack London, regia di Alfred Santell (1943)
- So This Is Washington (1943)
- Anche i boia muoiono (Hangmen Also Die!), regia di Fritz Lang (1943)
- Il segreto del golfo (Assignment in Brittany), regia di Jack Conway (1943)
- San Diego, I Love You (1944)
- Ghost Guns (1944)
- Girl Rush (1944)
- Trail to Gunsight (1944)
- Range Law (1944)
- Riders of the Dawn (1945)
- Wildfire (1945)
- Dakota, regia di Joseph Kane (1945)
- Honeymoon Ahead (1945)
- Song of Old Wyoming (1945)
- Marshal of Laredo (1945)
- Apology for Murder (1945)
- The Master Key (1945)
- Un genio in famiglia (So Goes My Love), regia di Frank Ryan (1946)
- Ideal Girl (1946)
- My Dog Shep (1946)
- Wild West (1946)
- Gentleman Joe Palooka, regia di Cy Endfield (1946)
- La mischia dei forti (Joe Palooka, Champ), regia di Reginald Le Borg (1946)
- That Brennan Girl (1946)
- La donna di fuoco (Ramrod), regia di André De Toth (1947)
- Joe Palooka in the Knockout (1947)
- Frontier Revenge (1948)
- Daniele tra i pellirosse (The Dude Goes West), regia di Kurt Neumann (1948)
- Range Justice (1949)
- Bassa marea (House by the River), regia di Fritz Lang (1950)
- Gunslingers (1950)
- The Missourians, regia di George Blair (1950)
- Utah Wagon Train, regia di Philip Ford (1951)
- Marijuana (Big Jim McLain), regia di Edward Ludwig (1952)
- Girl With an Itch (1958)

### Televisione
- Gianni e Pinotto (The Abbott and Costello Show) – serie TV, episodio 1x05 (1953)
- Crossroads – serie TV, episodio 2x32 (1957)